# 西川史晃
西川 史晃（にしかわ ふみあき、1982年2月12日 - ）は、日本の冒険家、講演家。福岡県北九州市門司区出身。2025年5月31日に北米大陸最高峰マッキンリー（デナリ）に登頂し、七大陸最高峰（セブンサミット）を達成した。自らを「夢想家」と称し、講演や著述活動を行っている。

## 略歴
- 北九州市門司区に生まれる[1]。
- 30歳で登山を始め、2015年にエベレスト登頂を目指すことを決意。
- 2017年以降、七大陸最高峰に挑戦。
- 2022年5月、エベレスト（アジア最高峰）に登頂[4]。
- 2024年6月、デナリ登頂を目前に撤退（のちに2025年に再挑戦）[5]。
- 2025年2月、デナリ再挑戦を前に北九州市長へ挑戦報告[6]。
- 2025年5月31日、マッキンリー登頂に成功し七大陸最高峰を達成[2][1][3]。同年7月、北九州市長へ達成報告[1]。

## 七大陸最高峰登頂記録
| 年             | 山名                   | 標高      | 大陸           | 備考             |
| -------------- | ---------------------- | --------- | -------------- | ---------------- |
| 2017年10月11日 | キリマンジャロ         | 5,895m    | アフリカ       |                  |
| 2018年8月5日   | エルブルース           | 5,642m    | ヨーロッパ     |                  |
| 2019年5月3日   | コジオスコ             | 2,228m    | オーストラリア |                  |
| 2020年1月22日  | アコンカグア           | 6,961m    | 南アメリカ     |                  |
| 2022年5月13日  | エベレスト             | 8,848.86m | アジア         |                  |
| 2023年12月12日 | ヴィンソン・マシフ     | 4,892m    | 南極           |                  |
| 2025年5月31日  | マッキンリー（デナリ） | 6,190m    | 北アメリカ     | 七大陸最高峰達成 |

## メディア出演
- RKB毎日放送『田畑竜介 Grooooow Up』内「Weekly Close Up」— 七大陸達成に関するインタビュー（2025年8月配信）[7]。

## 著書
- 『すべての問題は山に行けば解決できる』、2020年
- 『東京から歩いて富士山に登ったら一度死んで生まれ変わる体験だった』、2020年
- 『全集中 山の呼吸』、2021年
- 『職業、夢想家 夢を仕事にする７STEP』、2021年
- 『エベレストに登ったから人生が変わるんじゃない 登ると決めたときから人生が変わったんだ』、2022年
- 『美しすぎるエベレスト街道』、2023年
- 『簡単！誰でもすぐに実践できる、夢の見つけ方』、2023年[8]